# Алесандро Матри
Алесандро Матри (Alessandro Matri) е италиански професионален футболист, нападател, играещ за Милан.

## Състезателна кариера

### Милан
Матри е юноша на Милан, но записва само един официален мач с първия отбор на „Росонерите“.
Дебютът му за първия тим е на 24 май, 2003 г., срещу Пиаченца.
Последвалите три сезони е отдаден под наем в Прато, Лумедзане и Римини, преди да премине в Каляри.

### Каляри
През юни, 2007 г. Матри преминава в Каляри при тристранна сделка между Каляри, Милан и Интер.
В първия си сезон за „Островитяните“ си партнира с Роберт Акуафреска и бележи 16 пъти.
Следващият сезон става трети избор за нападател, но успява да си осигури титулярно място след напускането на Акуафреска.
В последния ден на зимния трансферен прозорец на сезон 2010/2011 преминава под наем в Ювентус.

### Ювентус
На 31 януари, поради многото контузени нападатели, Ювентус привлича Матри до края на сезона, като „Старата госпожа“ може да се възползва от клауза в договора и да закупи правата му за 15,5 млн. евро.

### Милан
На 30 август 2013 г. Матри преминава в отбора на Милан за сумата от 11 млн. евро.